# Население Северной Ирландии
Этнический состав населения Северной Ирландии неоднороден: здесь живёт около 500 тыс. коренных жителей острова Ирландия — ирландцев-католиков и примерно 1 млн англо-ирландцев и шотландо-ирландцев. Большинство — протестанты, которые являются британцами по культуре и традициям. Они преданы идее сохранения конституционных связей с британской короной. Остальное население Северной Ирландии — не более 1/3 — является католическим и ирландским по культуре и истории. Данная часть населения выступает за союз с Республикой Ирландия. Таким образом, в Северной Ирландии исторически сложились три группы населения, различавшиеся между собой по религии и культуре, данные группы населения весьма настороженно относятся друг к другу. Восточные области Северной Ирландии были заняты переселенцами из Шотландии — пресвитерианами, центральные и северные провинции заселили англичане, принадлежавшие к Англиканской церкви, в крайних западных и пограничных с Ирландией районах жили остатки коренного населения — ирландцы, католики по своему вероисповеданию. По данным социологического опроса 2001 о принадлежности к религии, 53 % жителей Северной Ирландии отнесли себя к протестантам, 44 % — к католикам, и 3 % населения — атеисты или придерживаются иной религии. Стоит отметить то, что представители протестантской религии гораздо старше представителей католиков. Если рассматривать возрастную группу от 65 лет, протестантов в ней будет 17 % населения, а католиков — 10 %. Что касается молодежи, то в группе до 16 лет 27 % составляют католики и только 20 % — протестанты.